# 大洞駅
大洞駅（テドンえき）は、大韓民国大田広域市東区大洞にある大田交通公社1号線の駅である。駅番号は103。

## 歴史
- 2006年3月16日：1号線板岩 - 政府庁舎間開通に伴い開業。

## 駅構造
島式ホーム1面2線の地下駅。ホームドア完備。曲線ホームである。
のりば
| 上り | ●1号線 | 板岩方面 |
| 下り | ●1号線 | 盤石方面 |

## 駅周辺
- ハンバッ女子中学校
- 大田女子高等学校
- 又松中学校
- 又松高等学校
- 又松大学校
- 又松情報大学
- 大洞行政福祉センター

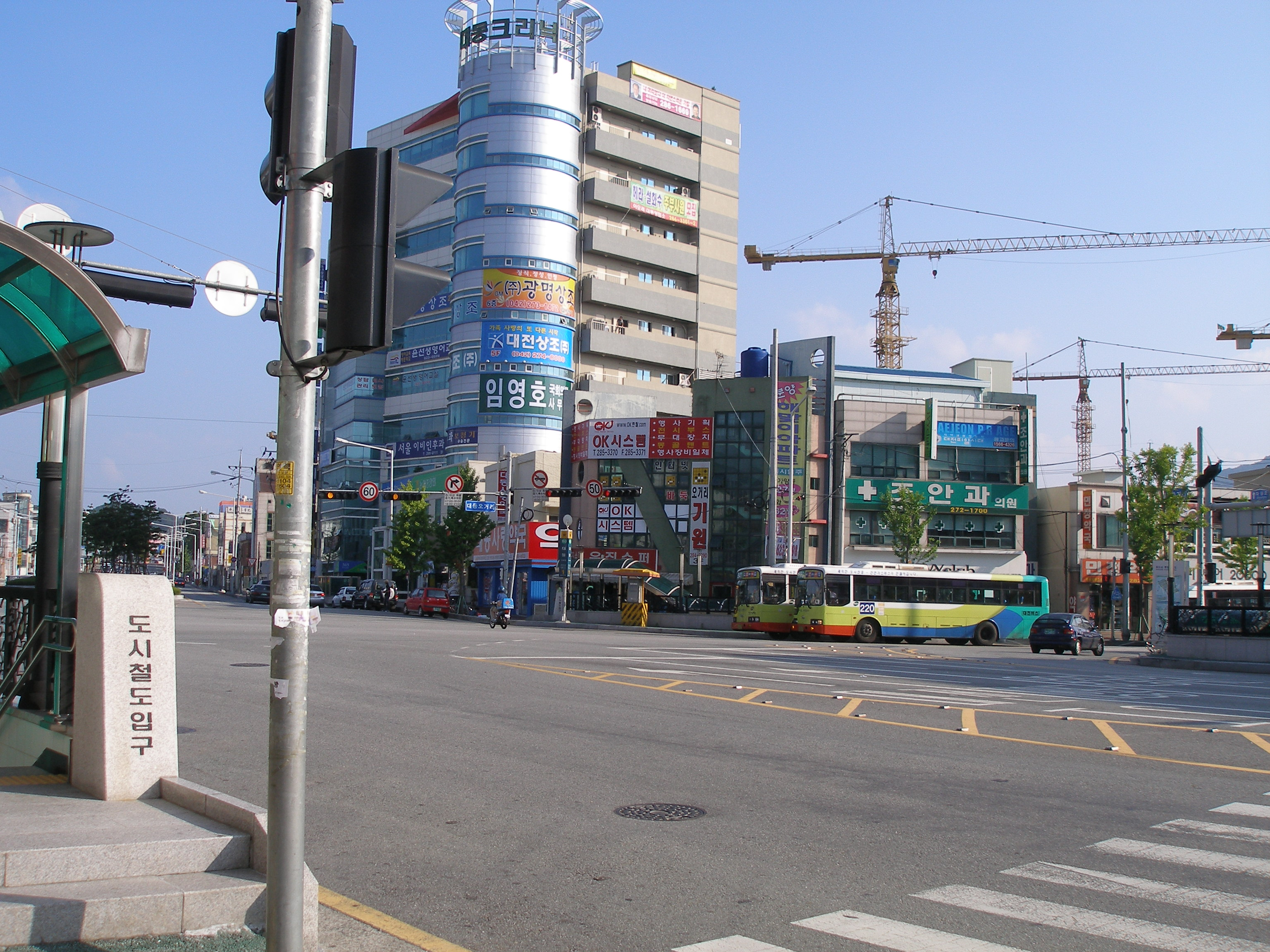
出入口付近の交差点（2008年8月）

## 利用状況
| 路線   | 乗車人員 | 乗車人員 | 乗車人員 | 乗車人員 |
| 路線   | 2006年   | 2007年   | 2008年   | 2009年   |
| ------ | -------- | -------- | -------- | -------- |
| ●1号線 | 2498     | 3536     | 4043     | 4684     |

## 隣の駅
大田交通公社
●1号線
新興駅 (102) - 大洞駅 (103) - 大田駅駅 (104)